# William Jurian Kaula
William Jurian Kaula (Boston, 1871 - 1953) foi um pintor aquarelista americano.
Tendo nascido em Boston, ele passava a maior parte de sua vida lá e o verão em New Ipswich, New Hampshire. Sua formação artística começou na Mass Normal Art School e incluiu seu aprendizado na Cowles Art School, onde também foi instrutor de pintura em aquarela. Ele também participou da Academie Julian em Paris. Foi em paris que ele conheceu sua esposa a também artista Lee Lufkin Kaula (1865 - 1957) em Crecy, França, em 1894. Eles se casaram em 1902 e mantiveram uma casa e um estúdio nos Estúdios Fenway nos EUA.
Celebrado por suas paisagens impressionistas, William Kaula foi um dos principais pintores da Escola de Boston. Nascido em Boston, Kaula estudou na Academie Julian em Paris e estudou com Edmund Tarbell, o famoso paisagista, na Boston Museum School. Em Boston, Tarbell estava entre seus mentores mais admirados e os dois pintaram lado a lado em New Hampshire. Kaula está entre os alunos mais talentosos da pintura de paisagem sob a influência de Tarbell e era conhecido como um “Tarbellite”. Mesmo que raramente (ou nunca) escolheu temas tipicamente associados à Escola de Boston, nem interiores ou figuras vestidas formalmente, ele está fortemente associado com o grupo, e manteve uma posição de estima nos círculos artísticos de Boston.
Kaula participou e expôs na Exposição Pan-Pacífico de 1915. À medida que sua carreira evoluiu, as paisagens aéreas de Kaula se tornaram cada vez mais expressionistas, e agora ele é considerado o maior aluno de Tarbell. Ao longo da sua carreira, Kaula expôs no Salão de Paris, na Academia Nacional de Desenho, na Corcoran Gallery of Art e no Boston Art Club. A Copley Society of Art realizou uma retrospectiva de William Kaula antes de sua morte em 1953; o Museu de Arte Americana Smithsonian, o Museu de Belas Artes de Boston, o Museu Nacional da Geórgia e o Museu de Arte do Condado de Washington apresentam atualmente seu trabalho.
O trabalho de William J. Kaula está sendo recentemente redescoberto, The Springfield Museums realizou uma exposição, juntamente com o lançamento do livro sobre a obra do pintor e de sua esposa: Two Lives One Passion: The Life and Work of William Jurian Kaula and Lee Lufkin Kaula.